# Ред-Бютт (Вайомінг)
Ред-Бютт (англ. Red Butte) — переписна місцевість (CDP) в США, в окрузі Натрона штату Вайомінг. Населення — 410 осіб (2020).

## Географія
Ред-Бютт розташований за координатами 42°48′22″ пн. ш. 106°26′5″ зх. д. / 42.80611° пн. ш. 106.43472° зх. д. (42.806204, -106.434625).  За даними Бюро перепису населення США в 2010 році переписна місцевість мала площу 1,21 км², з яких 1,12 км² — суходіл та 0,09 км² — водойми.

## Демографія
Згідно з переписом 2010 року, у переписній місцевості мешкало 449 осіб у 174 домогосподарствах у складі 135 родин. Густота населення становила 371 особа/км².  Було 177 помешкань (146/км²).
Расовий склад населення:
| - 96,0 % — білих - 1,8 % — азіатів - 0,7 % — корінних американців - 0,2 % — чорних або афроамериканців |

До двох чи більше рас належало 1,3 %. Частка іспаномовних становила 2,7 % від усіх жителів.
За віковим діапазоном населення розподілялося таким чином: 20,5 % — особи молодші 18 років, 61,7 % — особи у віці 18—64 років, 17,8 % — особи у віці 65 років та старші. Медіана віку мешканця становила 47,4 року. На 100 осіб жіночої статі у переписній місцевості припадало 106,9 чоловіків;  на 100 жінок у віці від 18 років та старших — 106,4 чоловіків також старших 18 років.
Середній дохід на одне домашнє господарство  становив 111 021 долар США (медіана — 135 268), а середній дохід на одну сім'ю — 128 152 долари (медіана — 136 815). За межею бідності перебувало 12,2 % осіб, у тому числі 0,0 % дітей у віці до 18 років та 18,5 % осіб у віці 65 років та старших.
Цивільне працевлаштоване населення становило 336 осіб. Основні галузі зайнятості: освіта, охорона здоров'я та соціальна допомога — 23,2 %, сільське господарство, лісництво, риболовля — 19,6 %, публічна адміністрація — 16,1 %, роздрібна торгівля — 12,8 %.